# Guno Berenstein
Clark Guno Berenstein (-Pocorni) (ur. 18 grudnia 1967 w Nickerie) – holenderski judoka. Olimpijczyk z Seulu 1988, gdzie zajął czternaste miejsce w wadze esktralekkiej.
Uczestnik mistrzostw świata w 1989. Startował w Pucharze Świata w latach 1989, 1991 i 1992. Piąty na mistrzostwach Europy w 1988 roku.

## Letnie Igrzyska Olimpijskie 1988
| Konkurencja | Rundy eliminacyjne       | Rundy eliminacyjne   | Klas. końcowa |
| Konkurencja | Przeciwnik I             | Przeciwnik II        | Miejsce       |
| ----------- | ------------------------ | -------------------- | ------------- |
| 60 kg       | Alberto Francini (SMR) Z | Helmut Dietz (FRG) P | 14.           |